# SC Opel Rüsselsheim
SC Opel Rüsselsheim is een Duitse voetbalclub uit Rüsselsheim, Hessen.  

## Geschiedenis
De club werd in 1906 opgericht als SC Borussia 06 Rüsselsheim en nam in 1928 de huidige naam aan. In de begindagen speelde de club in de lagere reeksen. In 1935 streed de club met 1. FSV Mainz 05 om de titel in de Bezirksliga en stak deze club op de voorlaatste speeldag voorbij en werd kampioen. In de eindronde om promotie kon de club de promotie afdwingen en promoveerde naar de Gauliga Südwest. De club degradeerde echter meteen weer. Ook in 1937 en 1939 promoveerde de club maar werd telkens laatste. Na de opsplitsing van de Gauliga kon de club in 1942 promoveren naar de Gauliga Hessen-Nassau en nu wel het behoud verzekeren. In het tweede seizoen werd de club zelfs zesde. 
Na de Tweede Wereldoorlog speelde de club op amateurniveau en zakte weg naar lagere reeksen. In 1964 promoveerde de club naar de Amateurliga Hessen, de derde klass, en werd daar meteen kampioen waardoor ze doorstroomden naar de Regionalliga, waar ze tot 1972 speelden. Hierna verzeilde de club in financiële problemen en zakte helemaal weg tot in de laagste reeksen.